# 丁里镇
丁里镇，是中华人民共和国安徽省宿州市萧县下辖的一个乡镇级行政单位。

## 行政区划
丁里镇下辖以下地区：
梁庄村、许堂村、丁里村、武寺村、胜利村、郭庄村、张山头村、河头村和瓦子口村。